# 鲜肉月饼

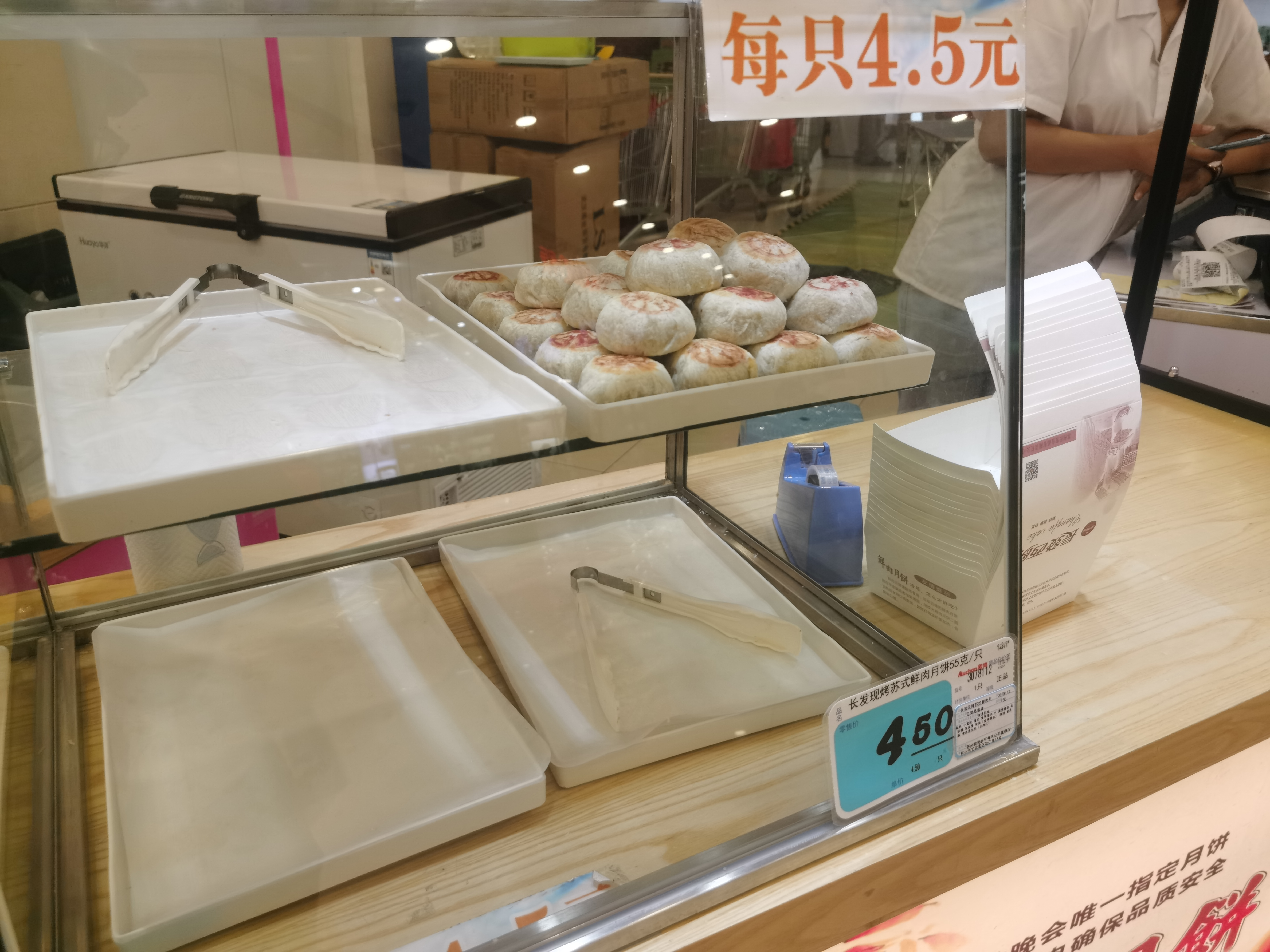
超市售卖的鲜肉月饼

鲜肉月饼，中国江南地区流行的一款中秋節月餅特色小吃，为苏式月饼的一种，肉馅包裹在一层层的酥皮中，肉馅为猪肉，有些也加入虾仁或蟹粉。鲜肉月饼含油高，要现做现吃，没吃完的月饼要及时放入冰箱保鲜室内冷藏，而且最好在24小时之内吃完。
鲜肉月饼在江南地区为一种常年售卖的中式糕点，而在中秋节之前的一段时间特別暢銷。